# Ischnoptera undulifera
Ischnoptera undulifera es una especie de cucaracha del género Ischnoptera, familia Ectobiidae. Fue descrita científicamente por Walker en 1871.
Habita en Nicaragua.